# Porsche 804
Porsche 804 – samochód Formuły 1, zaprojektowany przez Helmuta Botta i biorący udział w zawodach Formuły 1 w sezonie 1962.
Model 804 był następcą modeli 718 oraz 787. Na sezon 1962 postanowiono wybudować nowy model z nowym silnikiem. Samochód nie był, w porównaniu do Lotusa 25, skomplikowany technicznie. Zamiast wtrysku paliwa i felg aluminiowych, Porsche 804 posiadał gaźnik i felgi stalowe. Silnik, zgodnie z praktyką Porsche, był typu bokser, chłodzony powietrzem, posiadał podwójne wałki rozrządu, cztery gaźniki Webber i dwa zawory na cylinder. Samochód był wyposażony w nowe hamulce. Silnik rozwijał moc 185 KM przy 9200 obr./min, co było dobrym rezultatem, ale w niższych zakresach obrotów samochód był znacznie mniej wydajny w porównaniu do konkurentów. 
Jedyne zwycięstwo tym modelem odniósł w Grand Prix Francji Dan Gurney po tym, gdy z wyścigu odpadli faworyci. Ponadto do Grand Prix Niemiec Gurney wywalczył pole position.
Zbudowano cztery egzemplarze 804.
Po sezonie 1962 z powodu zwiększenia nakładów Porsche wycofało się z Formuły 1, angażując się w wyścigach długodystansowych i wyścigach GT.

## Wyniki
| Legenda oznaczeń w tabelach wyników Wyświetl szablon na nowej stronie | Legenda oznaczeń w tabelach wyników Wyświetl szablon na nowej stronie                                                                     |
| Oznaczenie                                                            | Wyjaśnienie |
| --------------------------------------------------------------------- | --- |
| Złoty                                                                 | Zwycięzca lub mistrzostwo |
| Srebrny                                                               | 2. miejsce lub wicemistrzostwo |
| Brązowy                                                               | 3. miejsce lub II wicemistrzostwo |
| Zielony                                                               | Ukończył, punktował (w klasyfikacji generalnej, gdy zdobył co najmniej jeden punkt na przestrzeni sezonu, poza trzema powyższymi opcjami) |
| Niebieski                                                             | Ukończył, nie punktował (w klasyfikacji generalnej, gdy nie zdobył co najmniej jednego punktu na przestrzeni sezonu)                      |
| Czerwony                                                              | Nie zakwalifikował się (NZ) |
| Czerwony                                                              | Nie prekwalifikował się (NPK) |
| Różowy                                                                | Nie ukończył (NU) |
| Różowy                                                                | Niesklasyfikowany (NS) (w klasyfikacji generalnej, gdy nie został sklasyfikowany w żadnym wyścigu sezonu)                                 |
| Czarny                                                                | Zdyskwalifikowany (DK) |
| Czarny                                                                | Wykluczony (WYK/EX) |
| Biały                                                                 | Nie wystartował (NW) |
| Biały                                                                 | Kontuzjowany (K/INJ) |
| Biały                                                                 | Wyścig odwołany (OD/C) |
| Bez koloru                                                            | Został wycofany (WYC/WD) |
| Bez koloru                                                            | Nie przybył (NP/DNA) |
| Bez koloru                                                            | Nie brał udziału w treningach (NT/DNP) |
| Bez koloru                                                            | Nie został zgłoszony (–) |
| Pogrubienie                                                           | Start z pole position |
| Kursywa                                                               | Najszybsze okrążenie wyścigu |
| †                                                                     | Nie ukończył, ale jego rezultat został zaliczony ze względu na przejechanie więcej niż 90% dystansu wyścigu.                              |
| *                                                                     | Sezon w trakcie |
| 1/2/3                                                                 | Punktowana pozycja w sprincie kwalifikacyjnym                                                                                             |
| Lista systemów punktacji Formuły 1                                    | |

| Sezon | Zespół  | Silnik  | Opony | Kierowcy       | 1   | 2   | 3   | 4   | 5   | 6   | 7   | 8   | 9   | Pkt. | Msc. |
| ----- | ------- | ------- | ----- | -------------- | --- | --- | --- | --- | --- | --- | --- | --- | --- | ---- | ---- |
| 1962  | Porsche | Porsche | D     |                | NLD | MCO | BEL | FRA | GBR | DEU | ITA | USA | ZAF | 18   | 5    |
| 1962  | Porsche | Porsche | D     | Joakim Bonnier | 7   |     |     | 10  | NU  | 7   | 6   | 13  |     | 18   | 5    |
| 1962  | Porsche | Porsche | D     | Dan Gurney     | NU  | NU  |     | 1   | 9   | 3   | 13  | 5   |     | 18   | 5    |
| 1962  | Porsche | Porsche | D     | Phil Hill      |     |     |     |     |     |     |     | NW  |     | 18   | 5    |